# Hunky Dory
Hunky Dory je čtvrté album britského rockového hudebníka Davida Bowieho, vydaného před Vánoci roku 1971. Kritici na serveru All Music Guide označili album za "kaleidoskopický zástup stylů, svázaných pouze Bowieho smyslem pro vizi: pronikavá, filmová směs vysokého i nízkého umění, nejednoznačné sexuality, kýče a kvality."
Na albu je znatelný návrat k euforickému popu z alba Space Oddity, zejména ve skladbách jako "Kooks" nebo "Fill Your Heart". Skladbu "Kooks" Bowie věnoval svému novorozenému synovi, známému jako Zowie Bowie. Nachází se zde i složitější materiál a to v podobě písně "Quicksand" inspirované buddhismem nebo z části autobiografická skladba "The Bewlay Brothers". Nejznámější jsou však skladby "Changes", "Oh! You Pretty Things" a "Life on Mars?", které často tvořily část Bowieho koncertního repertoáru.
Bowie také vzdal hold svým idolům tohoto období: "Song for Bob Dylan" (česky Píseň pro Boba Dylana), "Andy Warhol" nebo skladba "Queen Bitch", inspirovaná hudbou americké skupiny Velvet Underground. Skladba "Changes" byla vydána jako singl na podporu nového alba. Přestože je obecně považována za jednu z nejtypičtějších a nejznámějších Bowieho skladeb, se skladba nikdy nestala oficiální hitem. Kritika na album i singl reagovala pozitivně a album se prodávalo poměrně dobře. Během mánie, kterou způsobilo další Bowieho album The Rise and Fall of Ziggy Stardust and the Spiders from Mars, prodej stoupl natolik, že Hunky Dory se ocitl rok po svém vydání na třetím místě albumového žebříčku ve Velké Británii. V roce 1973 se singl "Life on Mars?" dostal na třetí místo hitparády singlů.
V roce 1998 hudební časopis Q uspořádal anketu mezi čtenáři a Hunk Dory se dostala na 43. místo v žebříčku nejlepších alb všech dob. Televizní stanice VH1 umístila album na 47. místo v obdobném žebříčku. V žebříčku 500 nejlepších alb časopisu Rolling Stone se album umístilo na 107. místě.

## Seznam skladeb
Autorem hudby a textů je David Bowie.
1. „Changes“ – 3:33
2. „Oh! You Pretty Things“ – 3:12
3. „Eight Line Poem“ – 2:53
4. „Life on Mars?“ – 3:48
5. „Kooks“ – 2:49
6. „Quicksand“ – 5:03
7. „Fill Your Heart“ (Paul Williams s melódiou Biffa Rosea) – 3:07
8. „Andy Warhol“ – 3:53
9. „Song for Bob Dylan“ – 4:12
10. „Queen Bitch“ – 3:13
11. „The Bewlay Brothers“ – 5:21

## Reedice
Album bylo vydáno ve dvou reedicích na CD, poprvé v roce 1990 americkým vydavatelstvím Rykodisc a obsahuje další čtyři bonusové skladby. Podruhé album vydala společnost EMI v roce 1999. Tato edice byla digitálně remastrována a neobsahovala žádné bonusové skladby.

### Reedice Rykodisc (1990)
1. „Bombers“ (nevydaná skladba nahraná v roce 1971) – 2:38
2. „The Supermen“ (alternativní verze nahraná v roce 1971) – 2:41
3. „Quicksand“ (demoverze z roku 1971) – 4:43
4. „The Bewlay Brothers“ (alternativní remix) – 5:19

## Hudební personál
- Producent:
  - Ken Scott s asistencí Davida Bowieho

- Hudebníci:
  - David Bowie: vokály, kytara, saxofony a klavír
  - Mick Ronson: kytara
  - Rick Wakeman: klavír
  - Trevor Bolder: baskytara a trumpeta
  - Mick ‘Woody’ Woodmansey: bicí